# Thorpe Langton
Thorpe Langton – wieś w Anglii, w hrabstwie Leicestershire, w dystrykcie Harborough. Leży 21 km na południowy wschód od miasta Leicester i 124 km na północny zachód od Londynu.